# Chair de poule inaugurale
Chair de poule inaugurale est une huile sur toile surréaliste peinte en 1928 par Salvador Dalí et conservée au Théâtre-musée Dalí de Figueres.

## Contexte
La toile fut créée peu de temps après que Dalí eut intégré le cercle des surréalistes à Paris et qu'il eut rencontré Gala. Il avait affirmé que jusqu'alors, il n'avait pas connu de femme.
Le titre extravagant que donna Dalí à sa toile est postérieure à celle-ci ainsi que les conclusions sur le sens de sa toile. Il est probable qu'au moment de le peindre il n'en ait pas saisi le sens.

## Description
La chair de poule est une allusion à l'état de tension de l'homme lors de sa première rencontre avec Gala, sa future femme. C'est une image du subconscient, incontrôlée et issu du rêve. Elle semble également trahir la panique de Dalí devant la fin prévisible - et inaugurale - de ses problèmes érotiques juvéniles représentés d'une part par la figure masculine en fond et d'autre part par la figure du nu féminin en premier plan, sacrifié et écrasé par les éléments. La première  peut être interprétée comme Dalí lui-même, la seconde par Gala.
La scène se passe dans un monde éthéré organisé autour de pierres molles qui sont autant de manifestation des désirs sexuels et d'allusions au monde sentimental. Ces pierres biomorphiques sont inspirées d'autres artistes surréalistes tels que Joan Miró ou Jean Arp.
La composition s'organise autour d'une plateforme faite de cinq droites convergentes en un point de fuite sur lesquelles sont désorganisés les formes biomorphiques. À droite, une sorte de radiographie nous rappelle l'homme. Une main sort de la tête et l'autre à la ceinture évoque la masturbation. À gauche, un cadre sur la plateforme semble être une radiographie du système sanguin. De la figure féminine sort un rayon blanc qui atteint le masturbateur en haut à droite.